# Проценко Леонід Олексійович
Леоні́д Олексі́йович Проце́нко (20 червня 1911 — 2 жовтня 1943) — радянський військовик, учасник Другої світової війни, старший телефоніст 7-ї артилерійської батареї 154-го гвардійського артилерійського полку 76-ї гвардійської стрілецької дивізії 61-ї армії Центрального фронту, гвардії червоноармієць. Герой Радянського Союзу (1944).

## Біографія
Народився 20 червня 1911 року в селі Великий Бурлук Вовчанського повіту Харківської губернії (нині — районний центр Харківської області) в селянській родині. Українець.
Закінчив неповну середню школу Працював у місті Москва. З 1936 по 1939 роки проходив військову службу у лавах РСЧА. Вдруге призваний Петрозаводським МВК у червні 1941 року.
Учасник німецько-радянської війни з червня 1941 року. Воював на Кримському, Південно-Східному, Сталінградському, Донському, Брянському і Центральному фронтах.
У ніч на 28 вересня 1943 року одним з перших форсував річку Дніпро поблизу села Миси Ріпкинського району Чернігівської області. Безперервно підтримував зв'язок з вогневими позиціями батареї, неодноразово під щільним кулеметно-артилерійським вогнем ворога відновлював пошкоджену лінію зв'язку.
2 жовтня 1943 року загинув у бою на плацдармі. Похований у братській могилі в селі Миси Ріпкинського району Чернігівської області.

## Нагороди

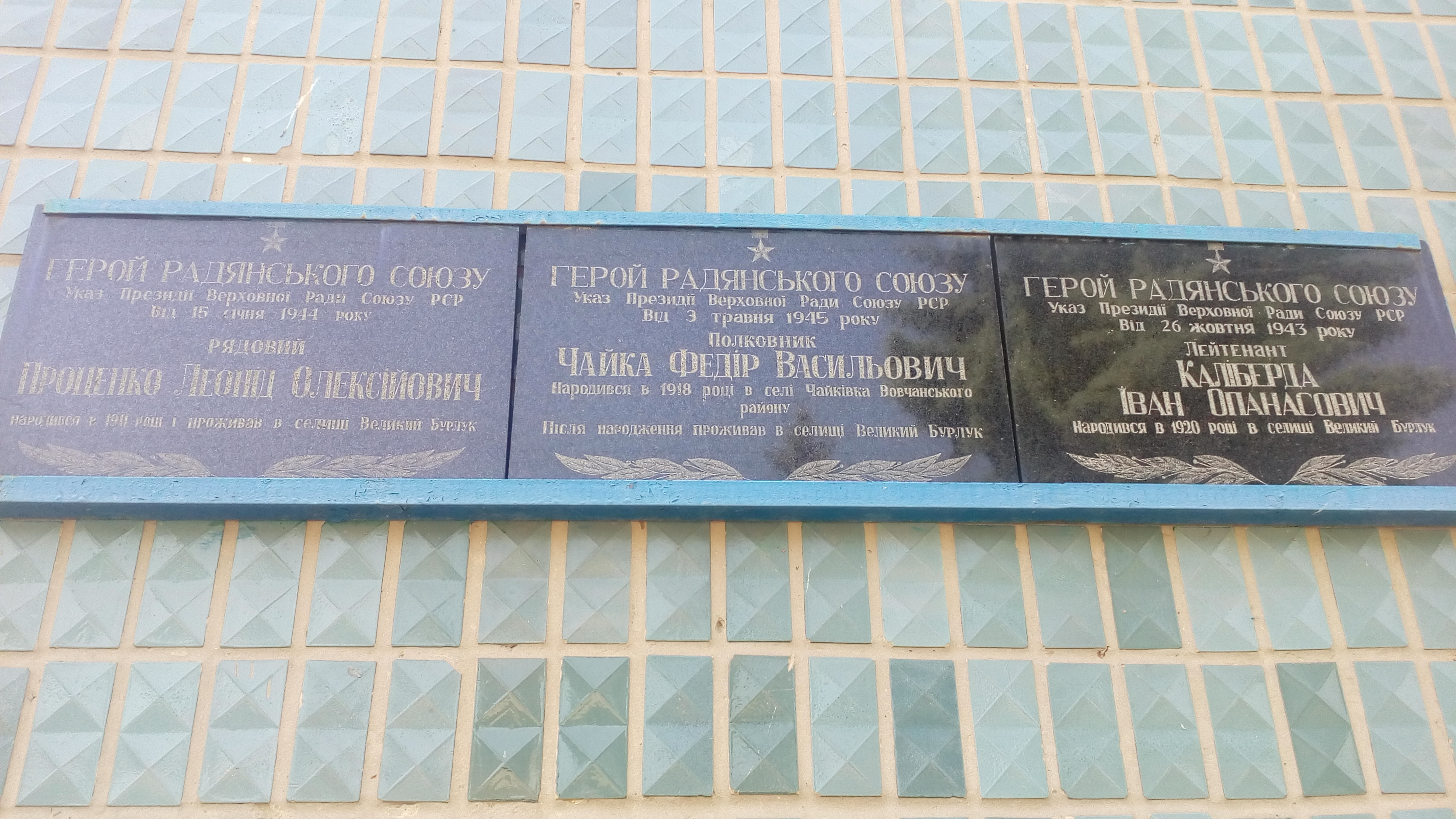
Меморіальна дошка у Великому Бурлуці

Указом Президії Верховної Ради СРСР від 15 січня 1944 року за мужність і героїзм, виявлені під час форсування річки Дніпро та утриманні плацдарму на її правому березі, гвардії червоноармійцю Проценку Леонідові Олексійовичу присвоєне звання Героя Радянського Союзу (посмертно).
Також нагороджений медаллю «За відвагу» (20.07.1943).